# 希庫拉鄉
46°26′N 21°45′E / 46.433°N 21.750°E
希庫拉鄉（羅馬尼亞語：Comuna Șicula, Arad），是羅馬尼亞的鄉份，位於該國西部，由阿拉德縣負責管轄，面積131平方公里，海拔高度101米，2011年人口4,301，人口密度每平方公里35人。